# ステア
ステア（stir）とは、軽くかき混ぜることである。転じて、カクテルを作る手法の1つで、ミキシンググラスに材料を入れ、バー・スプーンでかき混ぜた後、ストレーナーで氷が入らないようにしながらグラスに注ぐことも意味する。シェイクでは濁ってしまう場合などに使う。
英語のstirの発音は[stə́r]であり、カタカナ表記では「スター」となるが、ここでは「ステア」となっている。（通常、「ステア」と言えばstare [stéər]（じっと見る）あるいはsteer[stɪər]（～を操縦する）になるだろう）